# Academia de Bellas Artes de Vilna
La  Academia de Bellas Artes de Vilna (en idioma lituano: Vilniaus dailės akademija, anteriormente Instituto Estatal de Arte de Lituania) es la escuela artística más importante de Lituania, con un papel fundamental en la protección de monumentos lituanos. Trabaja con la UNESCO desde 2002.
Se fundó en 1793 cuando se abrió la facultad de arquitectura en la Universidad de Vilna, de la que se separó en 1940. Se cerró durante la ocupación alemana durante la Segunda Guerra Mundial reabriéndose en 1944
Desde 1951 se organiza en los siguientes departamentos:
- Pintura
- Diseño gráfico
- Escultura
- Arquitectura
- Cerámica y textiles